# Comuna Kaiirî, Lîmanskîi
Kaiirî (în ucraineană Каїри) este o comună în raionul Kominternivske, regiunea Odesa, Ucraina, formată din satele Kaiirî (reședința) și Nove Selîșce.

## Demografie
Componența lingvistică a comunei Kaiirî
     Ucraineană (93,18%)
     Rusă (3,54%)
     Română (1,44%)
     Alte limbi (0,65%)
Conform recensământului din 2001, majoritatea populației comunei Kaiirî era vorbitoare de ucraineană (93,18%), existând în minoritate și vorbitori de rusă (3,54%) și română (1,44%).